# Nyhetstidningen
Nyhetstidningen är en nyhetstidning på lätt svenska som sedan januari 2009 ges ut av mediekooperativet Fria Tidningar.